# Tsarska kupa 1939
La Coppa dello Zar 1939 è stata la 2ª edizione di una coppa nazionale bulgara di calcio, terminata il 3 ottobre 1939. Lo Shipka Sofia ha vinto il trofeo per la prima volta.

## Primo Turno
| Squadra 1            | Risultato | Squadra 2              |
| -------------------- | --------- | ---------------------- |
| Belite orli          | 4 – 1     | Car Krum Bjala Slatina |
| Orlovec Gabrovo      | 3 – 2     | DVF Kazanlak           |
| Georgi Dražev Jambol | 6 – 2     | Levski Karlovo         |
| Botev Haskovo        | 3 – 2     | Botev Plovdiv          |
| Levski Ruse          | 3 – 2     | Pavlikeni              |
| Han Omurtag Šumen    | 0 – 1     | Pobeda Varna           |
| Shipka Sofia         | 4 – 0     | Krakra Pernik          |

## Quarti di finale
| Squadra 1     | Risultato | Squadra 2            |
| ------------- | --------- | -------------------- |
| Pobeda Varna  | 3 – 1     | Orlovec Gabrovo      |
| Botev Haskovo | 1 – 2     | Georgi Dražev Jambol |
| Shipka Sofia  | 1 – 1     | Levski Lom           |
| Belite orli   | 1 – 7     | Levski Ruse          |

### Replay
| Squadra 1  | Risultato | Squadra 2    |
| ---------- | --------- | ------------ |
| Levski Lom | 1 - 3     | Shipka Sofia |

## Semifinali
| Squadra 1    | Risultato | Squadra 2            |
| ------------ | --------- | -------------------- |
| Levski Ruse  | 2 – 1     | Pobeda Varna         |
| Shipka Sofia | 5 – 2     | Georgi Dražev Jambol |

## Finale
| Arbitro: | Dimităr Genčev |

|                       |           |  |
| Taškov 18’ Petkov 40’ | Marcatori |  |